# تزنخ

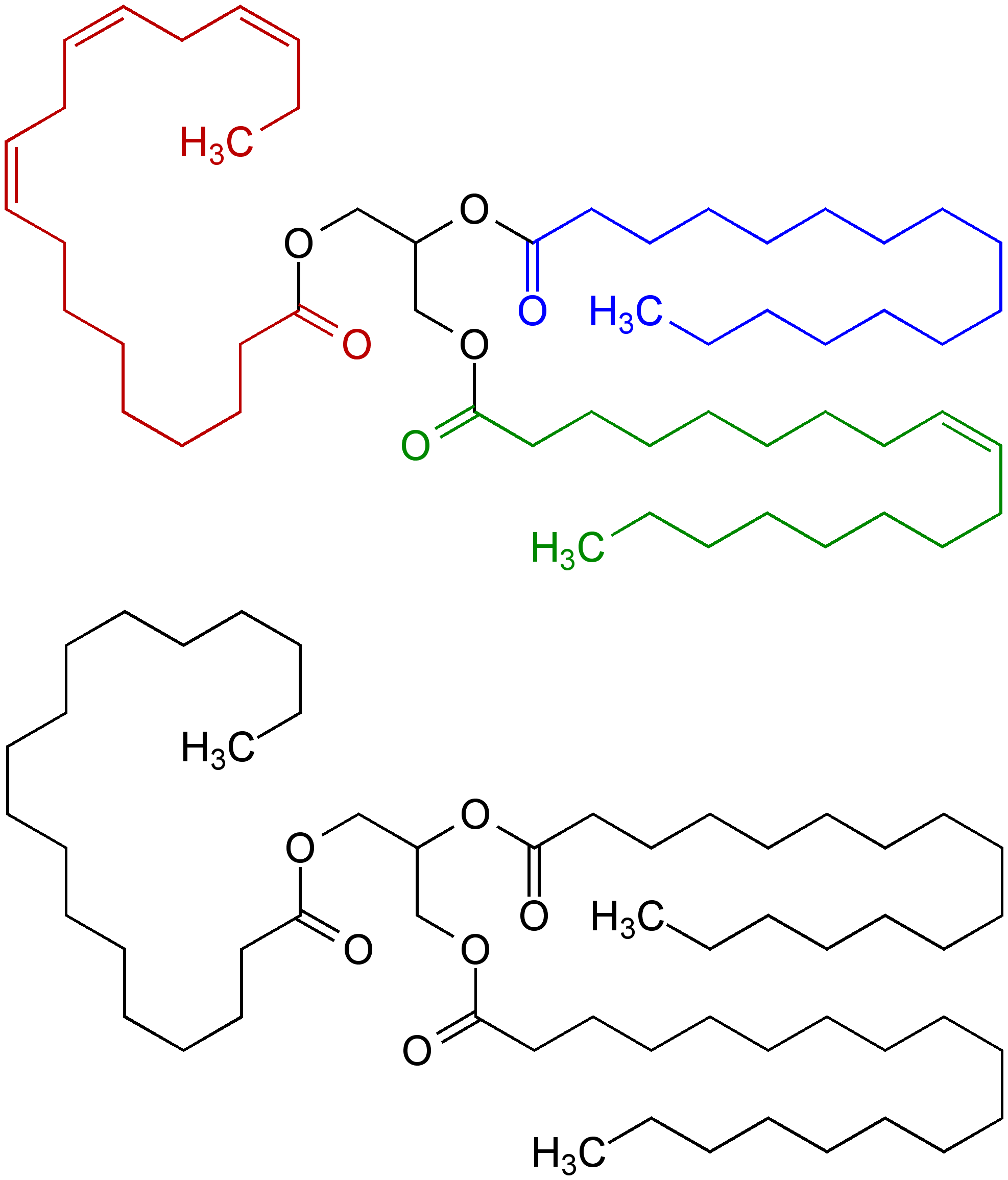

عملية التزنخ أو التزنخ (بالإنجليزية: Rancidification) هي الأكسدة الكاملة أو غير الكاملة أوالإحتراق البطئ والعديم اللّهب في درجات الحرارة العادية أوالتحلل المائى للزيوت والدهون وذلك إذا ما تعرضت للضوء أو الهواء أو الرطوبة أو عن طريق النشاط البكتيري ويكون الناتج طعم ورائحة كريهين وعلى وجه الخصوص  فهى عملية التحلل المائي أو الاكسدة التلقائية للدهون وتحويلها إلى ألدهيدات اوكيتونات قصيرة السلسلة غير محتملة في  الطعم والرائحة. عندما تحدث هذه العلميات فانها قد تنتج نكهة ورائحة غير مرغوب فيهما في بعض الحالات ومع ذلك يمكن أن تكون النكهات مرغوبة (كما هو الحال في الأجبان القديمة) في اللحوم المصنعة تُعرف هذه النكهات بشكل جماعي باسم  النكهات المحضرة. يمكن أيضًا أن يتسبب التزنخ بسلب جزء  من القيمة الغذائية للطعام، حيث أن بعض الفيتامينات حساسة للأكسدة وكما هو الحال بالنسبة للتزنخ، يحدث الانحلال التأكسدي أيضًا في الهيدروكربونات الأخرى، مثل زيوت التشحيم والوقود وسوائل القطع الميكانيكية 

## مسارات
يتم التعرف على ثلاثة مسارات للتزنخ

### التميؤ
يشير التزنخ المائي إلى الرائحة التي تظهر عندما تتحلل الدهون الثلاثية ويتم إطلاق الأحماض الدهنية الحرة. تفاعل الدهون هذا مع الماء قد يتطلب حافزًا، مما يؤدي إلى تكوين الأحماض الدهنية الحرة والجليسرول. وبشكل أدق الأحماض الدهنية قصيرة السلسلة مثل حامض بوتيريك وهي كريه الرائحة عندما يتم إنتاج الأحماض الدهنية قصيرة السلسلة فإنها تعمل كمحفزات بنفسها مما يزيد من سرعة التفاعل وهو شكل من أشكال التحفيز الذاتي

### الأكسدة
يرتبط التزنخ المؤكسد بالانحلال عن طريق الأوكسجين في الهواء يمكن تشبيك الروابط المزدوجة للحمض الدهني غير المشبع بواسطة تفاعلات جذرية حرة تشمل الأكسجين الجزيئي يتسبب هذا التفاعل في إطلاق الألدهيدات والكيتونات الكريهة الرائحة والسريعة التأثر نظرًا لطبيعة التفاعلات الجذرية الحرة، يتم تحفيز التفاعل بواسطة ضوء الشمس. في المقام الأول تحدث الأكسدة بالدهون غير المشبعة على سبيل المثال، على الرغم من احتجاز اللحوم تحت التبريد أو في حالة التجميد، فإن الدهون العديدة غير المشبعة سوف تستمر في التأكسد وتتزنخ ببطئ تبدأ عملية الأكسدة الدهنية والتي قد تؤدي إلى التزنخ، مباشرة بعد ذبح الحيوان وتصبح العضلات وداخل العضلات و بين العضلات و الدهون السطحية معرضة لأوكسجين الهواء تستمر هذه العملية الكيميائية أثناء التخزين المجمد على الرغم من بطئها في درجة الحرارة المنخفضة يمكن منع التزنخ التأكسدي من خلال عبوات عازلة للضوء وجو خالٍ من الأوكسجين (حاويات محكمة الغلق) وإضافة مضادات الأكسدة 

### الميكروبية
يشير التزنخ الميكروبى إلى عملية تستخدم فيها الكائنات الدقيقة مثل البكتيريا أوإنزيماتها مثل الليبازات لتحليل الدهون. يمكن أن يقلل التعقيم من هذه العملية.

## الآثار الصحية
هناك مخاوف بين المجتمع العلمي، ثمة حاليًا بعض القليل من البيانات حول الآثار الصحية للنتانة أو أكسدة الدهون في البشر. تظهر الدراسات على الحيوانات أدلة على تلف الأعضاء، والالتهابات، والتسرطن، وتصلب الشرايين المتقدم، على الرغم من أن جرعة الدهون المؤكسدة عادة ما تكون أكبر مما يستهلكه البشر.

المسار الجذري الحر للمرحلة الأولى من التزنخ التأكسدي للدهون.

غالبًا ما تستخدم مضادات الأكسدة كمواد حافظة في الأطعمة التي تحتوي على الدهون لتأخير ظهور النتانة أو إبطاء تطورها بسبب الأكسدة. تشمل مضادات الأكسدة الطبيعية حمض الأسكوربيك (فيتامين C) والتوكوفيرول (فيتامين E). تشمل مضادات الأكسدة الاصطناعية بوتيل هيدروكسيانيسول (BHA)، بوتيل هيدروكسي تولوين (BHT)، TBHQ، بروبيل جالات وإيثوكسيكوين. تميل مضادات الأكسدة الطبيعية إلى أن تكون قصيرة العمر، لذلك يتم استخدام مضادات الأكسدة الاصطناعية عند تفضيل مدة صلاحية أطول. إن فعالية مضادات الأكسدة القابلة للذوبان في الماء محدودة في منع الأكسدة المباشرة داخل الدهون، ولكنها ذات قيمة في اعتراض الجذور الحرة التي تنتقل عبر الأجزاء المائية من الأطعمة. يعد الجمع بين مضادات الأكسدة القابلة للذوبان في الماء والدهون أمرًا مثاليًا، وعادةً ما تكون بنسبة الدهون إلى الماء. بالإضافة إلى ذلك، يمكن تقليل التزنخ عن طريق تخزين الدهون والزيوت في مكان بارد ومظلم مع القليل من التعرض للأكسجين أو الجذور الحرة، لأن الحرارة والضوء يسرعان معدل تفاعل الدهون مع الأكسجين. يمكن للعوامل المضادة للميكروبات أيضًا تأخير أو منع التزنخ عن طريق تثبيط نمو البكتيريا أو الكائنات الحية الدقيقة الأخرى التي تؤثر على العملية.يمكن استخدام تقنية مسح الأكسجين لإزالة الأكسجين من عبوات المواد الغذائية وبالتالي منع التزنخ التأكسدي.

## الوقاية
تستخدم مضادات الأكسدة في كثير من الأحيان كمواد حافظة في الأطعمة المحتوية على دهون لتأخير ظهور أو إبطاء نمو التزنخ الراجع  لللأكسدة تشمل مضادات الأكسدة الطبيعية حمض الاسكوربيك (فيتامين ج) والتوكوفيرول
(فيتامين هـ) تحتوى مضادات الأكسدة الاصطناعية  (TBHQ)هيدروكسي تولوين بوتي  (BHA) على هيدروكسي يانسول بوتيل بروبيل غاليت وإيثوكسيكوين  BHT
تميل مضادات الأكسدة الطبيعية إلى أن كونها قصيرة العمر  لذلك يتم استخدام مضادات الأكسدة الاصطناعية عند تفضيل عمر أطول إن فعالية مضادات الأكسدة القابلة للذوبان في الماء محدودة في منع الأكسدة المباشرة داخل الدهون ولكنها ذات قيمة في اعتراض الذرات الحرة التي تنتقل عبر الأجزاء المائية من الأطعمة. مزج مضادات الأكسدة القابلة للذوبان في الماء مع القابلة للذوبان في الدهون هو شئ مثالي عادة في نسبة الدهون إلى الماء بالإضافة إلى ذلك يمكن تقليل عملية التسكين عن طريق تخزين الدهون والزيوت في مكان بارد ومظلم مع التقليل من التعرض للأكسجين أو الجذور الحرة ، لأن الحرارة والضوء يعملان على تسريع معدل تفاعل الدهون مع الأكسجين. يمكن للعوامل المضادة للميكروبات أيضا تأخير أو منع التزنخ عن طريق تثبيط نمو البكتيريا أو الكائنات الحية الدقيقة الأخرى التي تؤثر على العملية.
يمكن استخدام تقنية تنظيف الأكسجين لطردالأكسجين أثناء تغليف الطعام وبالتالي منع التزنخ المؤكسد.

## قياس الثبات التأكسدي

### الاستقرار التأكسدي
هو مقياس لمقاومة الزيت أو الدهون للأكسدة. ولأن العملية تتم من خلال تفاعل متسلسل فإن تفاعل الأكسدة يبقى فترة عندها يكون بطيئًا نسبيًا قبل أن يسرع فجأة.
ويسمى وقت حدوث ذلك بـ 'وقت الحث' وهو قابل للتكرار في ظل ظروف متطابقة (درجة الحرارة و تدفق الهواء و إلخ).
هناك عدد من الطرق لقياس مدى تقدم تفاعل الأكسدة واحدة من الطرق الأكثر شعبية المستخدمة حاليا هي طريقة رانسيمات يتم تنفيذ طريقة  رانسيميت باستخدام تيار هواء في درجات حرارة تتراوح بين 50 و 220 درجة مئوية يتم نقل منتجات الأكسدة المتطايرة (كمية كبيرة من حمض الفورميك ) بواسطة تيار الهواء إلى وعاء القياس حيث يتم امتصاصها (إذابة) في مائع القياس (الماء المقطر). عن طريق القياس المستمر للموصلية لهذا المحلول يمكن إنشاء منحنيات الأكسدة. تعطي نقطة بداية منحنى الأكسدة (النقطة التي يبدأ فيها الارتفاع السريع في الموصلية) وقت بداية تزنخ التفاعل ويمكن أن تؤخذ كدلالة على الاستقرار التأكسدي للعينة.
تم تطوير كل من طريقة رانسيمات وأداة الثبات التأكسدى والاكسيدوجراف كإصدارات آلية (طريقة الاكسجين النشط )الأكثر تعقيدا والتي تعتمد على قياس قيم البيروكسيد لتحديد وقت الحث من تحريض الدهون والزيوت بمرور الوقت، أصبحت طريقة رانسيميت ثابتة وتم قيولها في  وقد تم قبولها في عدد من المعايير الوطنية والدولية على سبيل المثال: AOCSو Cd و12b-92 وISO 6886.